# ISI в Афганской войне (1979—1989)
ISI в Афганской войне (1979—1989) — этап деятельности Межведомственной разведки Пакистана «ISI» (англ. Inter-Services Intelligence) в Афганской войне (1979—1989), направленной против Правительственной власти ДРА и Советских войск, включая — открытие на территории Пакистана центров подготовки вооружённой афганской оппозиции, общее управление боевыми действиями мятежников на территории ДРА, организацию поставок зарубежной военной помощи афганской вооружённой оппозиции Союзу исламских партий моджахедов Афганистана «ИСМА» «Пешаварская семёрка» в рамках секретной операции ЦРУ США «Циклон» (1982—1989).

## Межведомственная разведка Пакистана ISI
Межведомственная разведка Пакистана ISI (англ. Inter-Services Intelligence) — основной орган внешней разведки и контрразведки Пакистана, была создана в 1948 году в целях укрепления обмена военной информацией между тремя ветвями вооружённых сил Пакистана после индо-пакистанской войны 1947 года, которая выявила недостатки в сборе разведывательных данных и координации между пакистанской армией, ВВС и ВМС. Штаб-квартира пакистанской разведки находится в Исламабаде.
 
На текущий день, 20 марта 2019 года — Межведомственную разведку Пакистана ISI возглавляет генерал-лейтенант Ризван Ахтар, один из сыновей погибшего в авиакатастрофе директора ISI (1979-1987), Абдур Рахмана Ахтара, принявший этот пост с ноября 2014 года.

## История
В 1973 году при очередном публичном высказывании Президента Афганистана М. Дауда на острую тему афгано-пакистанских отношений касаемо непринятия официальной границы государств по линии «Дюранда», а также критики в адрес пакистанской власти за приём на своей территории, скрывающихся от преследования афганской власти членов радикальной партии «Мусульманская молодёжь» вызвали у Исламабада остро-негативную реакцию и руководство к действию.

— Президент Пакистана Зульфикар Али Бхутто поручил Правительству начать строительство на своей территории, в близости к афганской границе, центров военной подготовки (военных лагерей) афганской оппозиции, готовящих к деятельности, направленной на дестабилизацию политической обстановки в соседнем государстве. Именно с этого момента рядом с городом Пешавар в Пакистане началось строительство первых центров по подготовке военных специалистов для использования в вооружённом конфликте с официальной властью в Афганистане.

Контроль за деятельностью афганской оппозиции, оказавшейся на территории Пакистана Правительством был возложен на межведомственную разведку ISI.

— Интерес Исламабада состоял в укреплении афганских антиправительственных сил. С первых же дней пребывания на пакистанской территории, организация «Мусульманская молодёжь» попала в сферу влияния межведомственной разведки «ISI. Её сотрудники стали постоянными консультантами по ключевым вопросам лидеров афганской оппозиции. В Пешаваре была открыта штаб-квартира Мусульманской молодёжи». 
Вскоре под Пешаваром началось строительство первых «центров» (военных лагерей), наиболее крупным, из которых стал лагерь «Аттока». В пакистанских центрах к лету 1975 года были обучены около пяти тысяч афганских повстанцев.

— Ко второй половине июля 1975 года сотрудники ISI и лидеры «Мусульманской молодёжи» разработали план вооружённого восстания в Афганистане. Начать планировалось с Панджшерской долины, затем должны были последовать восстания в провинциях Бадахшан, Логар, Лагман, Пактия, Кунар.
Выбор данных регионов был обусловлен близостью к Пакистанской границе, возможностью несанкционированного проникновения через труднодоступные горные участки вооружённых групп. Выбор Панджшерской долины — первой в цепи антиправительственных выступлений, объяснялся целым рядом причин: низким социально-экономическим уровнем жизни населения.
 
Общее руководство восстанием в долине Панджшер осуществлял Гульбетдин Хекматияр. В течение дня 23 июля 1975 года Панджшерская долина находилась под контролем Ахмад Шах Масуда, однако население долины его не поддержало. Восстание было жестоко подавлено. По материалам в западной прессе, приведённым историком М.Ф. Слинкиным: «в ходе столкновений с правительственными войсками экстремисты потеряли только убитыми не менее 600 своих членов и не менее 1000 были арестованы».

— Гульбетдин Хекматияр, осуществлявший общее руководство повстанцами в Панджшерской долине после провала операции в Панджшере, вернулся в Пакистан. Его соратник и политический оппонент, Бурхануддин Раббани, находившийся в момент восстания в Саудовской Аравии прибыл в Пакистан чуть позже.

В 1975 году один из западных исследователей писал, что высокопоставленные военные и гражданские лица из бывшего Правительства З.А. Бхутто, располагающие информацией о тайных операциях против Афганистана, рассказывали, что Гульбетдин Хекматияр и Бурхануддин Раббани, находились в Пакистане под контролем и прямым руководством правительства З.А. Бхутто. — Вопросы снабжения поставок финансов вовремя Панджшерского инцидента решались пакистанскими властями 3.А. Бхутто— В.А. Спольников
Вооружённое восстание в долине Панджшер и в других провинциях в конце июля 1975 года, организованное членами «Мусульманской молодёжи» при поддержке пакистанской спецслужбы ISI, положило начало затянувшейся на десятилетия Гражданской войне в Афганистане.

На завершающем этапе 1988 года на территории «Пакистана функционировал 181 (сто восемьдесят один) центр учебно-тренировочный лагерь по подготовке мятежников общей численностью около 70 (семьдесят тысяч) тысяч человек. Вели активную деятельность 45 центров численностью более 18 (восемнадцать) тысяч курсантов. А численность вооружённых формирований афганских мятежников исламских партий Пешаварской семёрки» к 1989 году достигла 200 (двести) тысяч членов.

## Организация ISI подготовки военных специалистов
Главной дисциплиной центров по подготовке военных специалистов на Афганскую войну (1979-1989), являлось общее военное обучение, включающее изучение материальной части вооружения, проводились занятия по огневой подготовке, тактике партизанской борьбы, ориентированию на местности, оказанию первичной медицинской помощи, также изучались основы ислама. Центры имели военно-учебную специализацию по диверсионно-террористической деятельности; по минно-подрывному делу; по стрельбе из зенитно-пулеметных установок (ДШК, ЗГУ-23-2/4), миномётов и гранатомётов; важное место среди них занимали, занятые подготовкой полевых командиров.
 
Были также центры, специализирующиеся на подготовке стрелков из различных ПЗРК и реактивных снарядов. Инструкторами по подготовке специалистов в них выступали пакистанские и военнослужащие других стран, были также специалисты из США, КНР, Египта, Саудовской Аравии и бывшие офицеры ВС ДРА. Контроль за деятельностью тренировочных лагерей в Пакистане осуществляли специальные координационные центры. Помимо контроля процесса обучения, координационные центры занимались анализом боевых действий в Афганистана.
Обретённый опыт использовался при формировании учебных программ. «Координационные центры» укомплектовывали «центры подготовки» преподавателями и инструкторами. Период подготовки специалистов в центрах длился от двухтрех недель до шести месяцев. Учебные центры, в большинстве своём, представляли палаточные городки, огороженные колючей проволокой. Крупные центры располагали административными корпусами и казармами со строгой контрольно пропускной системой и охраной. Проводы окончивших курс подготовки в вооруженные формирования в Афганистан проходили в торжественной обстановке.

## Работа ISI с афганскими беженцами
Наибольшая часть афганских беженцев, насчитывающая 3 миллиона человек, мигрировала в Пакистан. Их социальное положение в эмиграции в Пакистане было сложным. Это обстоятельство благоприятствовало ведению в лагерях беженцев активной антиправительственной к ДРА пропаганды и призыву к участию в вооружённом сопротивлении на Родине.
 
— Основными лагерями афганских беженцев в Пакистане были: Читрал, Севай, Харипур, КачаГархи, Насербат, Факирабад, Саранан, Зардаккот, Миянвали, Бонну, Азим-Банда, Хату, Матасангар, Камкол-Шариф, Азахейль-Бала, Пабби, Какабиян, Дамадола и другие.

Близ лагеря афганских беженцев Бадабер, расположенного в 30-ти километрах от города Пешавар находился центр подготовки партии «Исламское общество Афганистана», площадь которого составляла более 500 гектар. Обучение в этом центре проходило 300 курсантов. Преподавателями были египетские и пакистанские инструкторы в количестве 65 человек. В расположении центра находилось 6 складов с вооружения и боеприпасов, имелись также 3 помещения для заключённых. В них содержали военнопленных, захваченные в ходе боевых действий в Афганистане в период 1982—1984 годов.

## Взаимодействие с ЦРУ в операции «Циклон»
Наибольший масштаб помощи афганским мятежникам связан с началом в 1980-е годы секретной операции «Циклон», ставшей одной из наиболее продолжительных и дорогостоящих операций ЦРУ США. Ежегодный бюджет программы, начавшейся с суммы $20–30 миллионов, к 1987 году возрос до $630 миллионов. Главным техническим инструментом операции «Циклон» была выбрана «ISI» межведомственная разведка Пакистана.
 
— В 1981 году после вступления в должность 40-го Президента США Р. Рейгана, новая администрация активизировала усилия по созданию единого фронта борьбы против СССР и ДРА. Начиная с 1980 года шёл рост объёма американской военной помощи афганским мятежникам: в 1984 года её объём составил 125 миллионов долларов, в 1985 году — 250 миллионов, а в 1986 году — 470 миллионов, в 1987 году он составил 630 миллионов долларов США.

— По данным Мохаммада Юсуфа — начальника афганского управления межведомственной разведки Пакистана ISI в 1983-1987 — объём финансовых средств, направленных на поддержку афганского сопротивления к 1987 году, только от США — в день составлял около 1-го миллиона долларов — 1,75 миллионов дойче марок. Общая сумма помощи афганской оппозиции из США к 1988 году достигла 2,1 миллиарда долларов. Такой же объём военной помощи афганской вооружённой оппозиции оказала Саудовская Аравия. Вместе с тем, значительные финансовые средства поступали из частных фондов арабских стан Персидского залива — порядка 400 миллионов долларов ежегодно.

— За период с 1978 по 1992 год, на средства операции «Циклон», ISI обучила и вооружила свыше 100 (ста) тысяч членов афганских антиправительственных формирований, занималась вербовкой добровольцев (наёмников) в арабских и исламских странах, в государствах персидского залива и в Синьцзян-Уйгурского автономного района Китая.

— По разным оценкам, ISI было мобилизовано до 35 тысяч иностранных мусульман из 43 исламских стран. Финансирование программы «Циклон» увеличивалось из года в год, благодаря активной поддержке ряда политиков и военных деятелей США. Пакистану, на подготовку и снабжение формирований афганских мятежников различного рода вооружением, включая переносные ракетно-зенитные комплексы «Стингер» было перечислено в виде кредитных траншей и экономической помощи — до 20 миллиардов долларов США.
— В период Афганской войны (1979-1989), деловым агентом ЦРУ США и техничным исполнителем операции «Циклон» была межведомственная разведка ISI. Через неё частично осуществлялась покупка вооружения, она отвечала за подготовку членов афганской оппозиции в пакистанских лагерях.

Есть свидетельства того, что в ряде боестолкновений Афганской войны (1979-1989), в приграничных с Пакистаном провинциях ДРА, военнослужащие пакистанских спецслужб участвовали в боестолкновениях с подразделениями. Поскольку обеспечение формирований афганской оппозиции в 1979-1989 годы материальными средствами по линии ЦРУ осуществляла межведомственная разведка ISI, ответственность за материальное имущество, была чётко распределена между сторонами, таким образом: по прибытии на территорию Пакистана (порт Карачи, аэродромы ВС ИРП), ответственность ЦРУ заканчивалась и целиком ложилась на ISI.

Последним звеном в цепочке снабжения в Пешаваре, становился «Союз семи» оппозиционных исламских партий «Пешаварская семёрка», их лидеры и полевые командиры.

По утверждению Мохаммада Юсуфа, начальника афганского управления межведомственной разведки Пакистана ISI в 1983-1987 в книге «Ловушка для медведя», концом маршрута мины (от миномёта) преодолевшей, на этапе транспортировки тысячи километров: на грузовике, корабле, поезде, а затем снова на грузовике и вьючном животном, которая перегружалась в пути, как минимум 15 раз, считался момент опускания её в трубу миномёта.— Ильяс Дауди «Большая игра в Афганистан» историческая документалистика, монография. Главы: «Межведомственная разведка ISI» с. 109—110 // «США. Операция ЦРУ Циклон. Пешаварская семёрка» с. 105—109 /// «Этапы и маршруты снабжения военной помощью» с. 110—114 /// «Формирование военного заказа» с.114—115 /// «Внешняя помощь афганской оппозиции» (1979-1989) с.104—105
— Поскольку для транспортировки военных грузов до афганской границы был необходим транспорт, ЦРУ выделила разведке ISI средства, на которые были приобретены сотни грузовиков, налажено их техническое обслуживание и обеспечение горючим.

Выделялись средства, также на покупку и найма тысяч вьючных животных (мулов, лошадей и верблюдов), которых нужно было кормить и где-то содержать.

## Переправка ISI ПЗРК «Стингер» в ДРА
Курсы обучения операторов ПЗРК «Стингер» организовывались сотрудниками ISI и проводились на специальных тренажёрах в Оджири Кэмп — в городе Равалпинди в Пакистане местными военными инструкторами, прошедшими подготовку в США в июне 1985 года. Курс обучения занимал от 15 до 21 дней.
 
Между ЦРУ и ISI, существовало соглашение о ежегодных поставках до 250 пусковых установок, вместе с 1000-1200 ракетами.
— По свидетельству Мохаммада Юсуфа — начальника афганского отдела центра межведомственной разведки Пакистана ISI в 1983-1987, в соответствии с разработанным ISI планом — первыми ПЗРК «Стингер» в Афганистане применили два отряда Исламской партии Афганистана, Гульбетдина Хекматияра, под командованием полевых командиров Дарвеш и инженер Гаффар, действовавших в районе Кабула и Джелалабада.
 
— 25 сентября 1986 года отряд афганской оппозиции численностью около тридцати пяти мятежников под командованием инженера Гаффара, хорошо знающим местность, скрытно пробрался к подножию одной из высот, расположенной в полутора километрах северо-восточнее взлетно-посадочной полосы аэродрома Джелалабада, чтобы нанести удар по вертолётам, либо по другой воздушной цели пятью ракетами «Стингерами».

В результате были поражены три цели. Происходящее снималось на видео, которое позже было показано Президенту США Р. Рейгану, а тубус от первого «Стингера» был передан представителям ЦРУ. Атака на цели у Кабульского аэродрома успехов мятежникам не принесли.

... Первое успешное применение ПЗРК «Стингер» произошло у Джелалабадского аэродрома. Мы также включили Кабул — Баграм в первую фазу применения этого оружия. Затем последовало посылка этих ракет через перевал Гиндукуш для использования у аэродромов в Мазари-Шарифе, Файзабаде, Кундузе, Маймане и рядом с рекой Аму-Дарья...Третья фаза предусматривала использование ракет для обороны провинций, граничащих с Пакистаном, с окончательным их развертыванием вблизи аэродромов Кандагара и Лашкаргаха.— Мохаммад Юсуф, начальник афганского отдела центра разведки Пакистана ISI в 1983-1987
Применение ПЗРК Стингер в районах Герата и Шинданда на Иранской границе ISI возлагало на формирование Турана Исмаила (Исмаил-хана).

Он был первым полевым командиром того региона, которому через его заместителя, бывшего полковника Алауддина, прибывшего в Пакистан для обучения и дальнейшего сопровождения — ISI предоставил ПЗРК Стингер.